# Arethusana exilis
Arethusana exilis är en fjärilsart som beskrevs av Schultz 1910. Arethusana exilis ingår i släktet Arethusana och familjen praktfjärilar. Inga underarter finns listade i Catalogue of Life.